# College City (Kalifornia)
College City – jednostka osadnicza w Stanach Zjednoczonych, w stanie Kalifornia, w hrabstwie Colusa.